# Jacques-Louis Soret
Jacques-Louis Soret (Genebra, 30 de junho de 1827 – Genebra, 13 de maio de 1890) foi um químico e físico suíço.
Soret lecionou química a partir de 1873 e física médica a partir de 1876 na Universidade de Genebra, onde descobriu em 1878 juntamente com Marc Delafontaine o elemento hólmio. Em 1890 foi eleito membro correspondente da Académie des Sciences.
Foi o primeiro a descrever a estrutura do ozônio como uma modificação triatômica do oxigênio.
O pico de Soret, uma forte absorção no espectro UV/VIS da porfirina, é denominado em sua memória.
Pai do físico e químico Charles Soret (1854–1904).